# Людмила Богемська
Людмила Богемська (бл. 1170 — 5 (14) серпня 1240) — богемська принцеса; графиня Боген по першому шлюбі з Адальбертом IV фон Боген, а потім, з 1204 року княгиня Баварії у шлюбі з Людвігом I. Засновниця монастиря Зелігенталь в Ландсхуті.
По батьківській і по материнський лінії була нащадком Великих князів Київських.
Правнучка Великого князя Київського Мстислава Великого.

## Біографія
Людмила Богемська була донькою князя Чехії Бедржиха з династії Пржемисловичів і угорської принцеси Єлизавети, доньки Гези ІІ та Єфросинії Мстиславівни. Правнучкою Великого князя Київського Мстислава I.
Близько 1189 року Людмила була видана заміж за представника могутнього баварського роду графів Боген Альберта (1165—1197). Графи Боген були бічною гілкою австрійських Бабенбергів, з якими Пржемисловичі також були в родинних стосунках. У шлюбі народилося троє синів. 
У жовтні 1204 року в Кельхаймі овдовіла графиня Боген одружилася з герцогом Баварії Людвігом I Віттельсбахом (1173—1231), чиїм противником колись був граф Адальберт IV.
Для герцога Баварії шлюб був політично вигідним, оскільки зміцнював його відносини з королем Богемії Пржемислом Отакаром I, дядьком Людмили, і посилював позиції Віттельсбахів в регіоні на противагу австрійським Бабенбергам.
У герцога Людвіга I і Людмили Богемської народилась одна дитина, син. Після трагічної загибелі герцога Людвіга I, полеглого від рук невідомого вбивці на мосту міста Кельхайм у вересні 1231 року овдовіла герцогиня Людмила присвятила залишок життя духовним справах.
У 1232 році вона виступила ініціатором заснування жіночого цистерцианского монастиря Зелігенталь в Ландсхуті, місті, який заснував її другий чоловік.
Монастир згодом став усипальницею баварських Віттельсбахів. Саме там Людмила Богемська і була похована після своєї смерті в 1240 році.

## Родина
Чоловік — Альберт Богенський (1165—1197)
Діти:
- Бертольд III (бл. 1190—1218) — граф Боген (1198—1218), загинув при облозі Дамієти під час П'ятого хрестового походу.
- Адальберт V (бл. 1191—1242) — граф Боген (1221—1242), останній чоловічий представник роду, нащадків не залишив.
- Діпольд (бл. 1195—1221) — священнослужитель в Регенсбурзі.

Чоловік —  Людвіг I, герцог Баварський
Діти:
- Оттон II (1206—1253) — успадкував не лише герцогство Баварське, але і завдяки шлюбу з Агнесою Пфальцскою став пфальцграфом Рейнським.

## Родовід
Людмила веде свій родовід, в тому числі, й від Великих князів Київських Володимира Мономаха та Мстислава Великого.